# Kim Graham
Kimberly Elaine Graham, detta Kim (Durham, 26 marzo 1971), è un'ex velocista statunitense, specializzata nei 400 metri piani.
In carriera è stata campionessa sia olimpica che mondiale della staffetta 4×400 metri.

## Palmarès
| Anno | Manifestazione  | Sede       | Evento      | Risultato  | Prestazione | Note                                     |
| ---- | --------------- | ---------- | ----------- | ---------- | ----------- | ---------------------------------------- |
| 1995 | Mondiali indoor | Barcellona | 400 m piani | Semifinale | 53"46       |                                          |
| 1995 | Mondiali indoor | Barcellona | 4×400 m     | Bronzo     | 3'31"43     |                                          |
| 1995 | Mondiali        | Göteborg   | 400 m piani | Semifinale | 51"77       |                                          |
| 1995 | Mondiali        | Göteborg   | 4×400 m     | Oro        | 3'22"39     |                                          |
| 1996 | Giochi olimpici | Atlanta    | 400 m piani | Semifinale | 51"13       |                                          |
| 1996 | Giochi olimpici | Atlanta    | 4×400 m     | Oro        | 3'20"91     |                                          |
| 1997 | Mondiali        | Atene      | 400 m piani | Semifinale | 51"54       |                                          |
| 1997 | Mondiali        | Atene      | 4×400 m     | Argento    | 3'21"03     | Miglior prestazione personale stagionale |

## Altre competizioni internazionali
1998
- 6ª in Coppa del mondo ( Johannesburg), 400 m piani - 52"10
- 4ª in Coppa del mondo ( Johannesburg), 4×400 m - 3'25"34